# Fluendo
Fluendo è un'impresa spagnola con sede a Barcellona.

## L'impresa

### Storia
L'impresa venne fondata il 16 gennaio 2004 da Julien Moutte, Pascal Pegaz e Thomas Vander Stichel.

### Obiettivi
L'obiettivo dell'azienda è di migliorare l'esperienza multimediale nel mondo del software libero, contribuendo con fondi, sviluppando e migliorando il framework GStreamer e fornendo un'ampia gamma di prodotti commerciali e gratuiti.
Anche di fornire una soluzione completa per l'esecuzione dei formati multimediali proprietari nei computer utilizzando GStreamer.

### I prodotti di Fluendo
I prodotti dell'impresa sono i codec, che sono presenti nei seguenti formati:
- Windows Media Video (WMV)
- Windows Media Audio (WMA)
- H.264/MPEG-4 AVC Video
- Advanced Audio Coding
- MP3 Audio
- MPEG-2 Video
- MPEG4 Part 2 Video (DivX)
- AC3 Audio downmixing

Nel luglio 2009 l'azienda rilascia il Fluendo DVD Player per sistemi Linux.
Attualmente i prodotti sono venduti in negozi su internet, presso Canonical e Mandriva.

### Gruppo
Il gruppo Fluendo comprende: Flumotion Services S.A. e Fluendo Embedded S.L.